# Lákkoma
Lákkoma (Lakkoma) är en ort i Grekland.   Den ligger i prefekturen Chalkidike och regionen Mellersta Makedonien, i den nordöstra delen av landet, 270 km norr om huvudstaden Aten. Lákkoma ligger 104 meter över havet och antalet invånare är 1 171.
Terrängen runt Lákkoma är platt åt sydväst, men åt nordost är den kuperad. Runt Lákkoma är det ganska tätbefolkat, med 60 invånare per kvadratkilometer. Närmaste större samhälle är Néa Kallikráteia, 8,7 km söder om Lákkoma. Trakten runt Lákkoma består i huvudsak av gräsmarker.